# Pavel Mihailovici Tretiakov

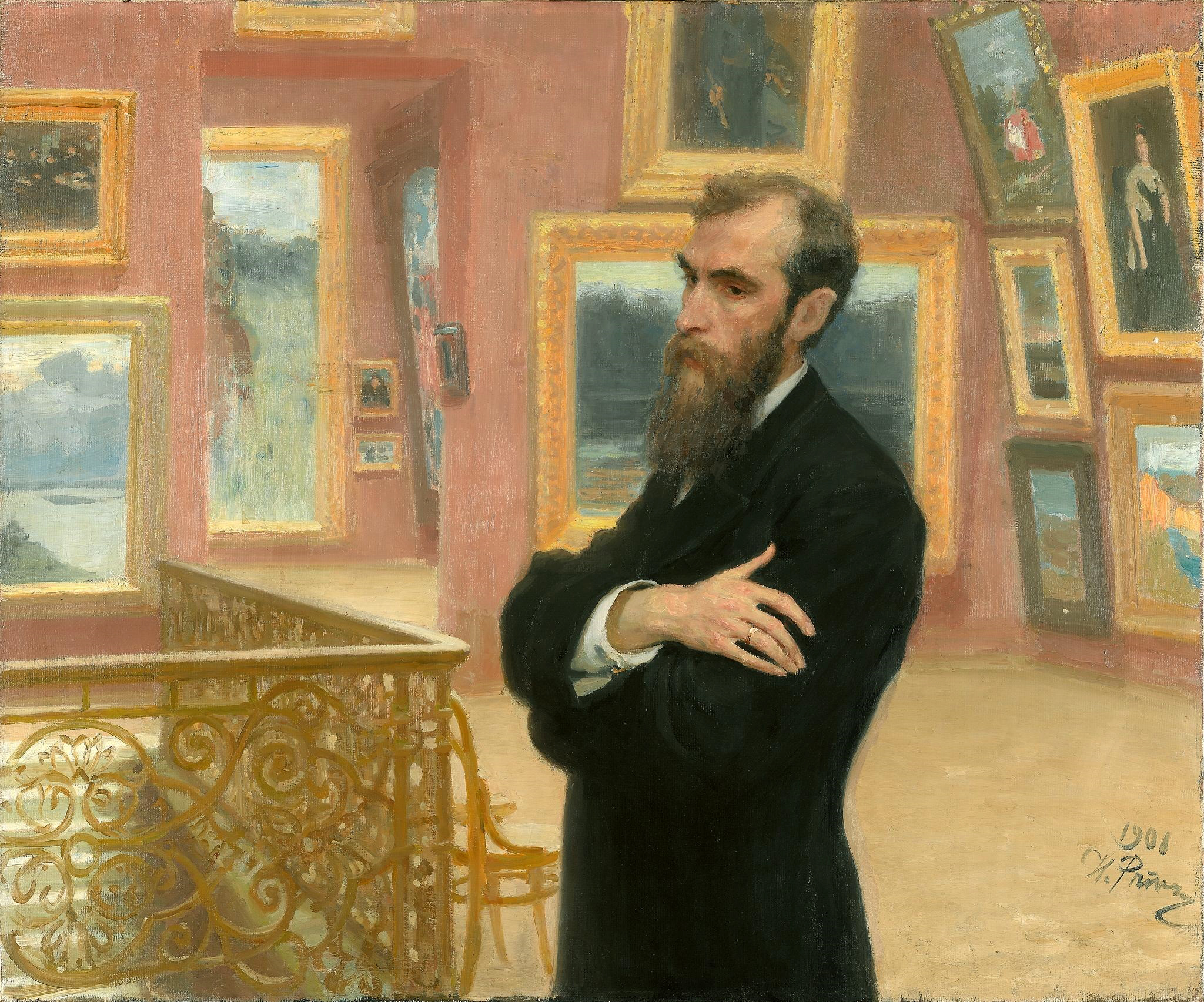
Pavel Mihailovici Tretiakov, portret de Repin

Pavel Mihailovici Tretiakov (în rusă Павел Михайлович Третьяков; n. 15/27 decembrie 1832, Moscova, Imperiul Rus – d. 4/16 decembrie 1898, Moscova, Imperiul Rus) a fost un om de afaceri, critic, umorist și colecționar de artă rus, fondatorul Galeriei de artă plastică, din Moscova, care îi poartă numele.

## În memorie
- La Moscova, un monument este amplasat în fața galeriei Tretiakov.
- În URSS și în Rusia au fost emise timbre poștale și chestii întregi dedicate lui Tretiakov:

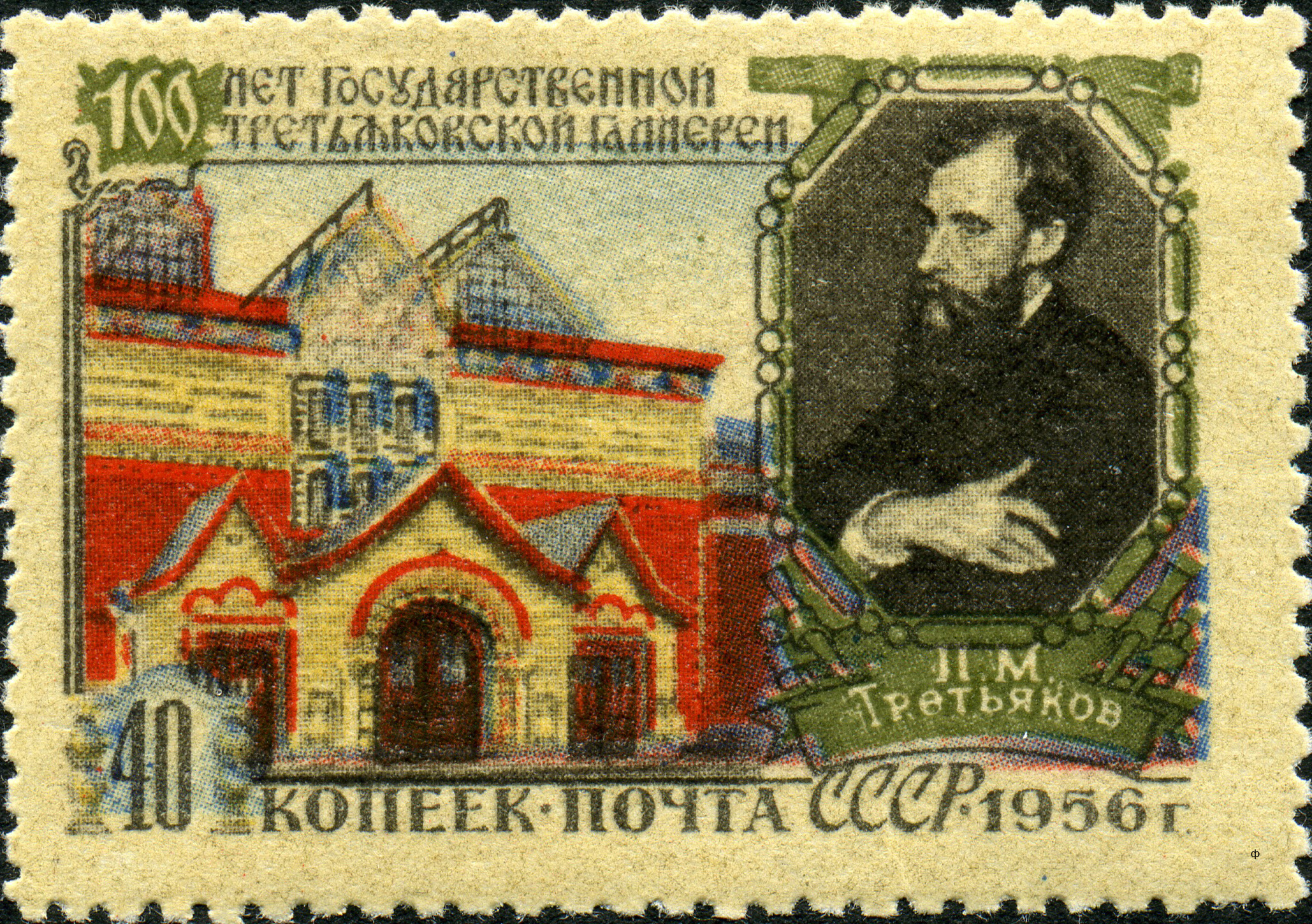
100 de ani de la Galeria de Stat Tretiakov. Scrisoare poștală, URSS, 40 kop., 1956, (TsFA [ITC "Brand"] nr. 1907)
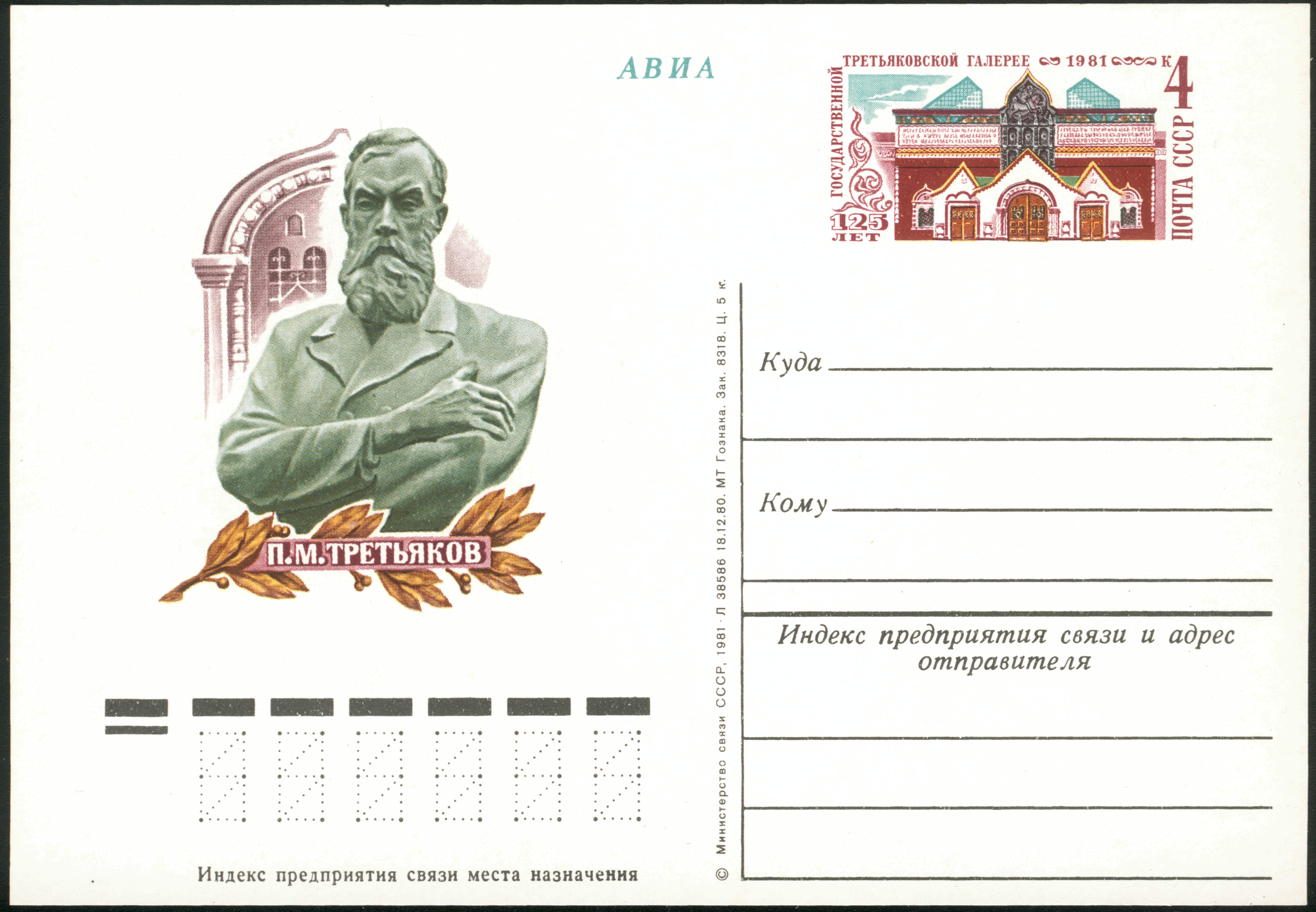
125 de ani de la Galeria de Stat Tretyakov. Carte poștală cu ștampilă originală, URSS, 1981
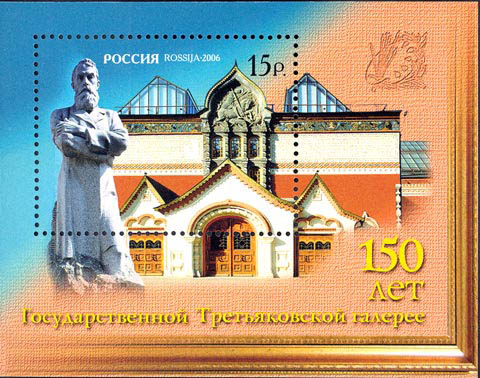
150 de ani de la Galeria de Stat Tretiakov. Post bloc, Rusia, 15 ruble., 2006, (Centrul Federal Central de Control [ITC "Brand"] № 1105)
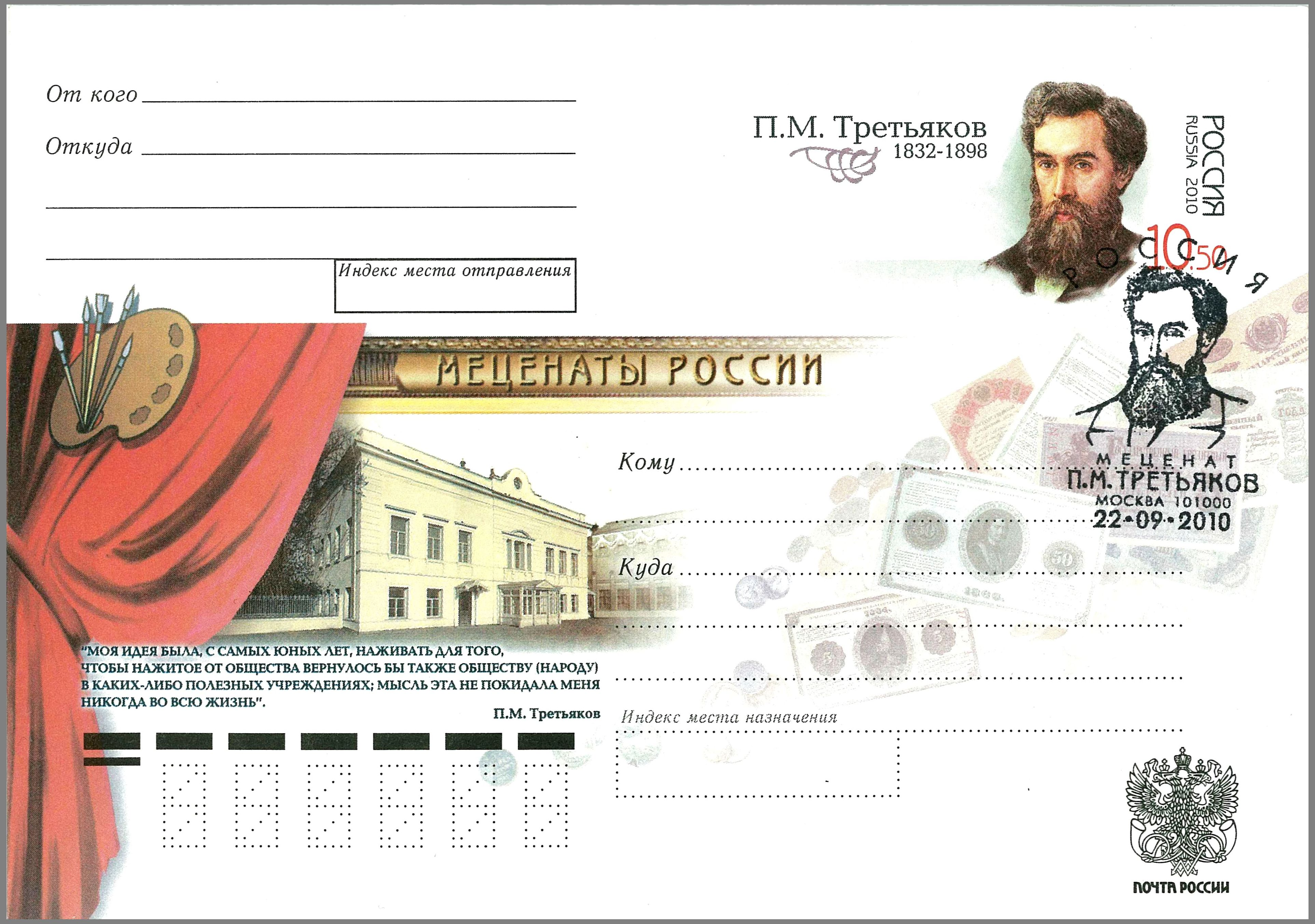
Patronii din Rusia. P. M. Tretiakov. Plicul cu ștampila originală, anulare specială, Rusia, 2010.